# Fiat 127
Fiat 127 a fost un autoturism supermini produs de producătorul auto italian FIAT între 1971 și 1983. Acesta a fost lansat ca succesor al modelului Fiat 850, care devenise învechit și depășit din cauza vârstei sale.
În 1970, în Italia au fost produse 648.000 de mașini cu o capacitate cilindrică între 1000 și 1500 cm³, 447.000 de mașini cu o capacitate cilindrică sub 500 cm³ și 220000 de mașini cu o capacitate cilindrică între 500 și 1000 cm³.
Comparativ cu predecesorul său, modelul 127 reprezintă un avans semnificativ. Motorul este plasat transversal în față, spre deosebire de poziționarea sa în spate în cazul Fiat 850, iar tracțiunea este asigurată de roțile din față, spre deosebire de tracțiunea din spate a modelului anterior. De asemenea, podeaua a fost complet reproiectată, iar suspensia utilizează un sistem independent pe toate cele patru roți, cu suspensie față McPherson și suspensie spate cu arcuri cu lamă transversală.
Motorul cu patru cilindri, denumit 100, este similar cu cel utilizat pe modelul 850 Sport Coupé, având o capacitate de 903 cm³. Cu toate acestea, puterea a fost redusă la 47 CP livrați la 6200 rpm, iar cuplul maxim este de 62 N⋅m la 3500 rpm.

## Prima serie (1971–1977)

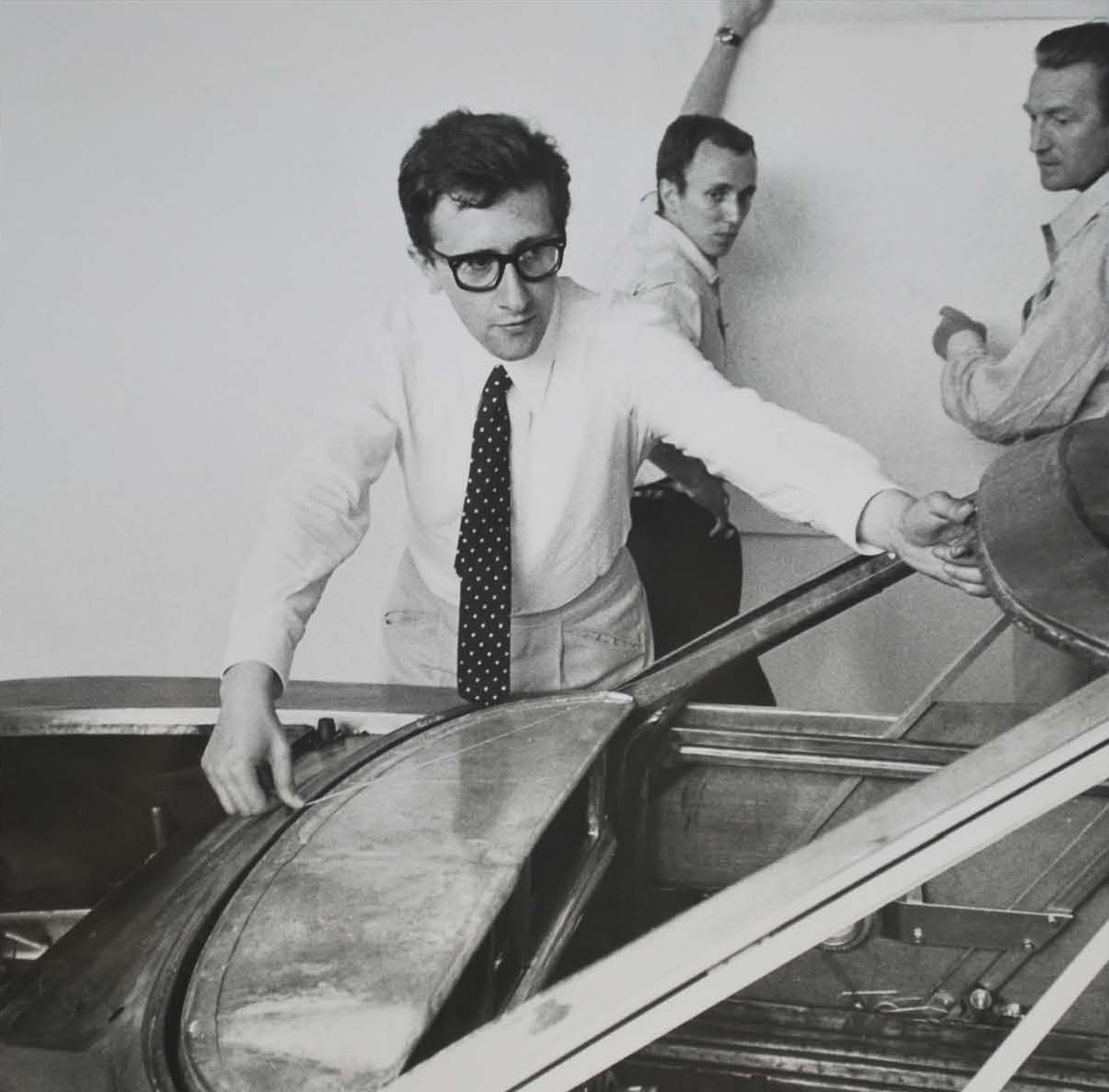
Designerul Pio Manzù, care a murit la treizeci de ani în 1969, nu și-a putut vedea proiectul finalizat.

Modelul 127 a fost bine primit de public și de critici datorită caracteristicilor sale și designului atrăgător. Comparativ cu predecesorul său, acest model oferă mai mult spațiu interior și un portbagaj mai mare, cu o capacitate de 365 dm³. Interiorul este conceput pentru a maximiza utilizarea spațiului, fiind potrivit în special pentru o familie mică.
Designul mașinii a fost realizat de Pio Manzù și Rodolfo Bonetto, doi designeri talentați. Din păcate, Manzù nu a apucat să vadă finalizarea mașinii sale, deoarece a decedat într-un accident de mașină în drum spre prezentarea oficială a machetei la Torino.
Performanțele pe șosea ale noului hatchback FIAT au fost excelente. Mașina se comportă bine în timpul condusului, având o ținută de drum ridicată. Viteza maximă depășea 140 km/h, iar consumul de combustibil era redus. Cutia de viteze cu 4 trepte și sistemul de frânare, dotat cu frâne pe disc în față și frâne pe tambur în spate, se dovedeau eficiente.
Modelul 127 a avut un succes imediat atât în rândul publicului, cât și al criticilor, ceea ce a fost recompensat cu câștigarea premiului Mașina Anului în anul prezentării sale.
Singurele critici au venit din partea țărilor nordice, unde s-au observat probleme limitate de coroziune la componentele metalice ale mașinii, accentuate de climatul rece și utilizarea sării de degivrare pe drumuri. Această problemă era comună modelelor italiene din acea perioadă și nu a reprezentat o piedică majoră în popularitatea modelului 127, care a atins un milion de unități produse în noiembrie 1974.

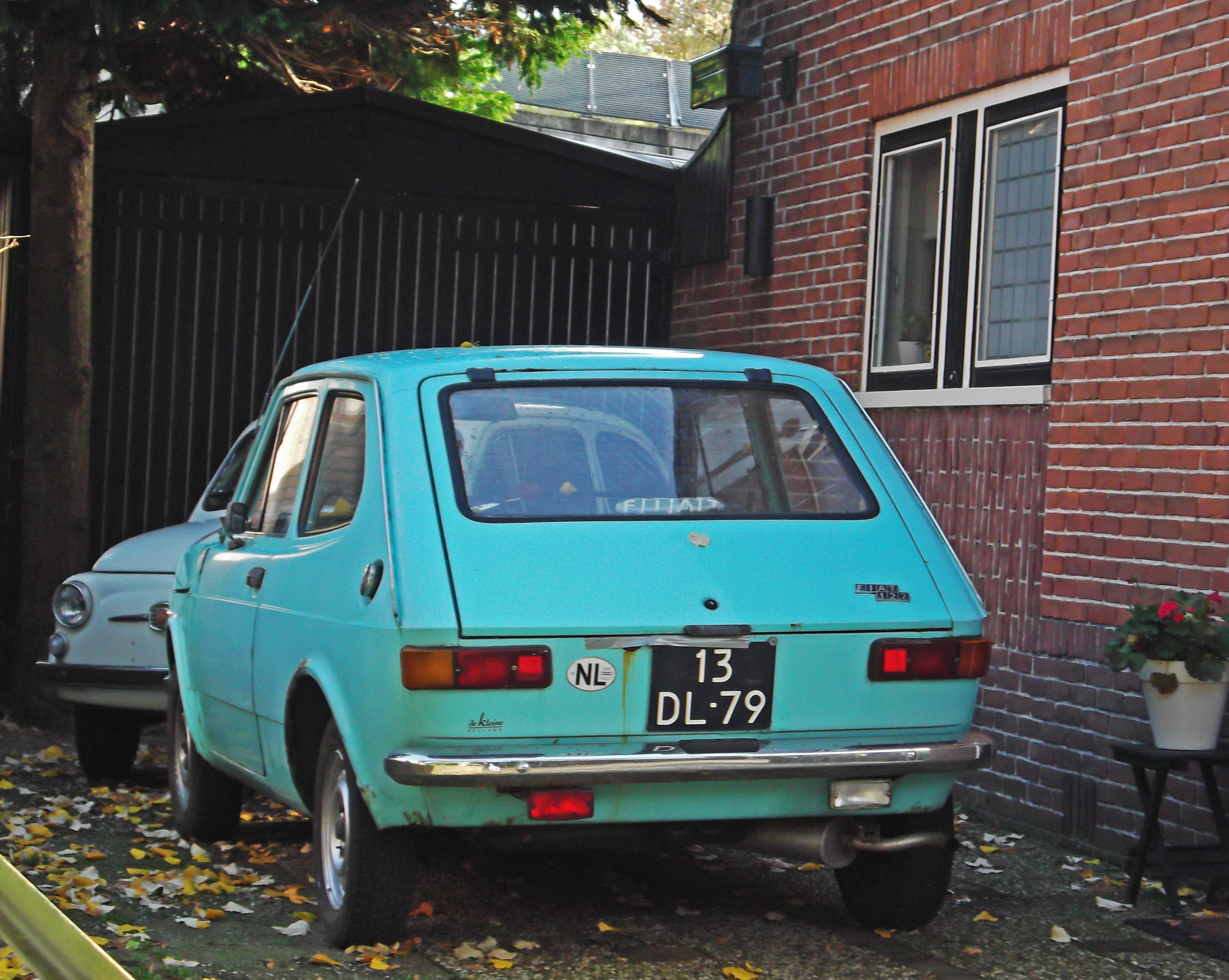
Fiat 127 3P

În aprilie 1972, în gama FIAT 127 s-a adăugat versiunea 3p, care avea un hayon în spate. Apoi, din 1975, nivelul de echipare „Special” a fost disponibil atât pentru versiunile cu 2 uși, cât și pentru cele cu 3 uși. Acest nivel de echipare se distingea prin un tablou de bord diferit, scaune în două tonuri cu tetiere opționale, profile laterale din metal și cauciuc, lumini de mers înapoi, bare de protecție cu profil cauciucat, capace de roți specifice, grilă cu ochiuri pătrate, profile cromate pe capacele de picurare, luminile față și spate, mânere interioare și exterioare ale ușilor, panouri, cotiere și garnituri de etanșare a geamurilor.
Începând cu iulie 1976, versiunea cu 4 uși (doar în echiparea „Special”) a fost introdusă pe piața italiană. Aceste mașini au fost produse de SEAT, un joint-venture cu FIAT la acea vreme. Existau mici diferențe în ceea ce privește finisajele interioare și echipamentele, dar mașinile purtau sigla FIAT. În conformitate cu acordul de cooperare, 25.000 de exemplare de 127 3P au fost exportate în Spania.
La începutul anului 1976, pentru a se conforma noilor reglementări antipoluare, motorul a suferit modificări. S-au făcut ajustări la distribuție, reducându-se fazele (admisie de la 25°/51° la 17°/43°, evacuare de la 64°/12° la 57°/3°) și înălțimea supapelor (de la 8,8 la 8,4 mm). De asemenea, a fost introdus un nou carburator cu un difuzor de 22 mm (Weber 30 IBA 22), înlocuindu-se cel original de 24 mm (Weber 32 IBA 20). Aceste modificări au determinat o ușoară scădere a performanțelor motorului și un consum mediu de combustibil mai mare cu aproximativ 10%, conform revistei Quattroruote. 

## Seria a doua (1977–1981)
Versiunea Seria 2 a modelului 127 a fost lansată în mai 1977. Deși caroseria a rămas în mare parte aceeași, Seria 2 a prezentat un stil mai angular, care anticipa direcția viitoare a designului văzut ulterior la modelul Ritmo/Strada. Fața și partea din spate au fost restilizate, iar geamurile laterale spate au devenit mai mari, eliminând linia de centură înclinată în sus a Seriei 1. 
Seria 2 a introdus, de asemenea, opțiunea de motor de 1049 cc - în mod unic pentru modelul 127, acesta era motorul OHC „Brazil” cu cinci rulmenți preluat de la modelul 147, în loc de unitatea Fiat OHC de la 128. Hayonul a fost prelungit și ajungea acum aproape până la bara de protecție spate, rezolvând astfel nemulțumirile legate de înălțimea buzei peste care trebuiau ridicat bagajele pentru a fi încărcate în modelele hatchback 127 anterioare. 
Interiorul a fost revizuit, având un nou tablou de bord, cu aceeași dispunere ca la mașina originală, dar cu un aspect mai simplu și fără ornamentele din lemn prezente în Seria 1. Partea inferioară a planșei de bord a fost acoperită cu noi panouri pentru a ascunde coloana de direcție, cilindrul principal de frână (la versiunile cu volan pe dreapta) și mecanismele pedalelor.

### Fiat 127 Sport

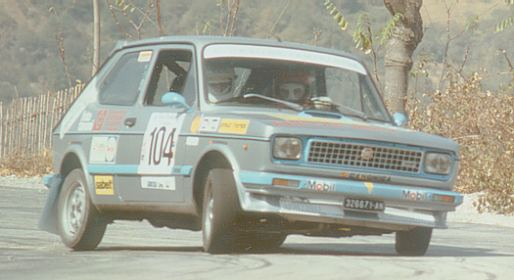
Un Fiat 127 Sport 70 CP în timpul Raliului Conero 1987

În anul 1978, a fost introdus modelul 127 Sport, disponibil exclusiv în varianta cu trei uși, care se remarca prin caracteristicile sale sportive. Acesta era echipat cu un motor de 1049 cm³ de proveniență braziliană, modificat pentru a dezvolta o putere de 70 CP prin ajustarea distribuției și utilizarea unui carburator cu două corpuri. Din punct de vedere estetic, modelul 127 Sport avea un aspect agresiv, fiind disponibil în trei variante de culori: caroserie neagră cu benzi autocolante portocalii, caroserie portocalie cu benzi autocolante negre sau caroserie gri metalizată cu benzi autocolante negre. Designul exterior includea o grilă frontală într-un model reticular, logo-uri sportive, spoilere față și spate, jante turnate cu un design sportiv și anvelope late de dimensiunea 155/70, precum și un sistem de evacuare dublă. La interior, se remarcau volanul sport de dimensiuni reduse, cu coroană căptușită și două spițe din aluminiu, instrumentarul de bord suplimentar amplasat în centrul planșei de bord, scaune față anatomice cu tetieră integrată și tapițerie din piele artificială și material textil cu cadență contrastantă (portocaliu pe negru și portocaliu, albastru pe gri). Echipamentul standard includea un turometru, un ceas, geamuri spate încălzite, ștergător de geamuri spate și o banchetă spate divizată. În același an, a fost introdus și modelul „127 Top”, bazat pe versiunea 1050 CL, disponibil exclusiv în varianta cu trei uși și în două culori specifice: bronz și albastru, ambele fiind metalizate. Aceste culori identificau două dotări interioare diferite. Ambele variante beneficiau de scaune din velur (cu tetiere și canapea spate rabatabilă în două părți), geamuri atermice, volan sport, ștergător de geamuri spate și geam spate încălzit. Opțional, erau disponibile jantele de la modelul Sport (într-o versiune bicoloră negru/gri, echipate cu anvelope de dimensiunea 155/70) și un acoperiș solar (care nu era disponibil pentru versiunea bronz). În anul 1980, a fost prezentată versiunea cu cinci uși la Salonul Auto de la Geneva și a fost pusă în vânzare în variantele C și CL, echipate cu un motor de 903 cmc. Tot în acel moment, versiunea cu patru uși a fost retrasă de pe piață.

### 127 Diesel, 127 Panorama și Fiat 147

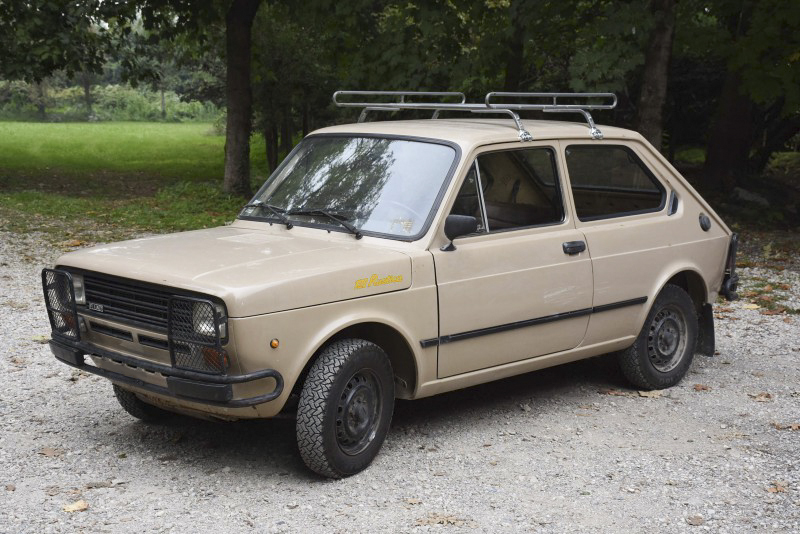
Fiat 127 Rustica

În anul 1981, au fost introduse pe piață două noi modele bazate pe caroseria modelului brazilian Fiat 147, denumite Fiat 127 D și Fiat 127 Panorama. Acestea se diferențiau prin utilizarea unei caroserii diferite față de modelul european 127. Fiat 127 D era echipat cu un motor diesel de 1301 cm³, dezvoltând o putere de 45 CP. Pe de altă parte, Fiat 127 Panorama, care era o versiune destinată familiei, era disponibil atât în varianta pe benzină (cu motor de 1049 cm³), cât și în varianta diesel (cu motor de 1301 cm³).
Modelul 147 a fost comercializat și în Italia sub numele de Fiat 127 Rustica. Acesta a fost prezentat în 1979 și avea un aspect de vehicul off-road, dotat cu caracteristici și dotări mai simple. Era echipat cu un motor de 1050 cm³, suspensie întărită (arcuri față de tip Tropico și arcuri spate cu lamele) și o protecție a carterului. Farurile față și spate erau protejate de o grilă montată pe bara de protecție din metal tubular. În interior, avea un tablou de bord preluat de la modelul 127 brazilian și scaune specifice cu structură tubulară, asemănătoare unui șezlong, cu o tapițerie slab căptușită și tapițată cu piele artificială maro. Mașina era disponibilă într-o nuanță de vopsea bej militar semi-mat, cu jante negre fără capace de butuc și anvelope de iarnă. Singurul opțional disponibil era un portbagaj tubular. Cu un nivel ridicat de zgomot și caracteristici elementare, modelul Rustica a fost scos de pe piață în 1981 și a fost asamblat în fabrica Lamborghini din Sant'Agata Bolognese.

### Special

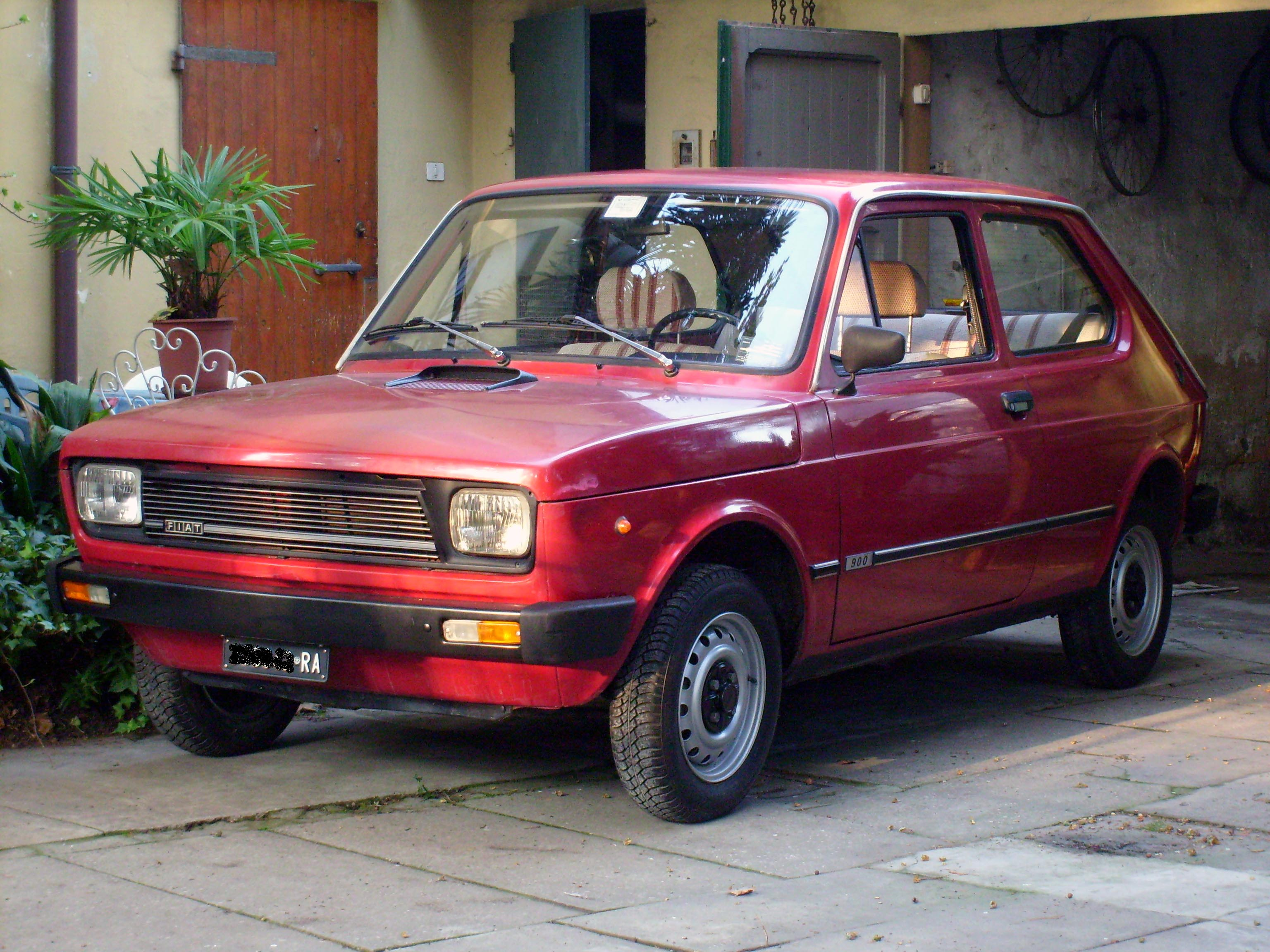
Fiat 127 Special cu 2 uși

În primăvara anului 1981, FIAT a efectuat o revizuire a gamei modelului 127, întrucât deja fuseseră produse aproape 5 milioane de unități. Gama de finisaje L, C, CL și Sport a fost înlocuită cu variantele „Special” (un nivel intermediar între L și C), disponibilă cu motoare de 903 cm³ (în variantele cu 2 și 3 uși) și de 1049 cm³ (doar în varianta cu 3 uși), „Super” (similar cu fostul CL, dar cu toate opțiunile și jantele de la varianta C), disponibilă atât cu motoare de 903 cm³, cât și de 1049 cm³ (ambele în variante cu 3 uși), și „Sport II”, identic cu versiunea Sport anterioară în ceea ce privește motorizarea. Caroseria a beneficiat de o nouă paletă de culori, bare de protecție laterale și dungi de identificare pe hayon. Finisajele modelelor anterioare, care erau întotdeauna destul de simple, au fost îmbunătățite în cele din urmă, cum ar fi adăugarea tetierelor, care erau disponibile anterior doar la cerere pentru varianta Special și standard pentru varianta Super.
Modelul cu 3 uși 1049 Top a rămas neschimbat, în timp ce modelul cu 5 uși și motor de 903 cm³ a fost înlocuit de varianta 903 CL cu 5 uși. Producția acestuia a început în martie 1981, dar a fost întreruptă în luna decembrie a aceluiași an, când a fost scos de pe listă.

## Seria a treia (1982–1983)
La jumătatea lunii decembrie 1981, a fost lansată a treia serie a modelului 127, care a debutat la începutul anului 1982. Această serie a venit cu unele modificări la designul exterior al mașinii. Scuturile de protecție au fost mărite și realizate din plastic, iar partea frontală și cea din spate au fost redesenate, incluzând blocuri optice acoperite cu plastic. De asemenea, au fost introduse noi fascii laterale din plastic, mai late și cu pasaje de roată integrate în partea superioară. Interiorul a suferit, de asemenea, modificări, inclusiv un nou tablou de bord.
Cu excepția unei capote noi, mai lungă, pentru a se potrivi cu noile faruri, caroseria a rămas neschimbată, iar diferențele estetice, care par notabile, se datorează exclusiv adăugării de elemente de design. 
Dotările de echipare pentru seria a treia a modelului 127, lansată în 1982, includ variantele „Special”, „Super” și „Sport”, care au fost introduse în restilizarea din 1981. Motoarele disponibile pentru această serie sunt cele de 900 și 1050 cm³, care rămân neschimbate, în timp ce versiunea „Sport” adoptă un motor de 1301 cm³ și 75 CP, care este derivat din motorul de 1050 cm³ prin augmentare.

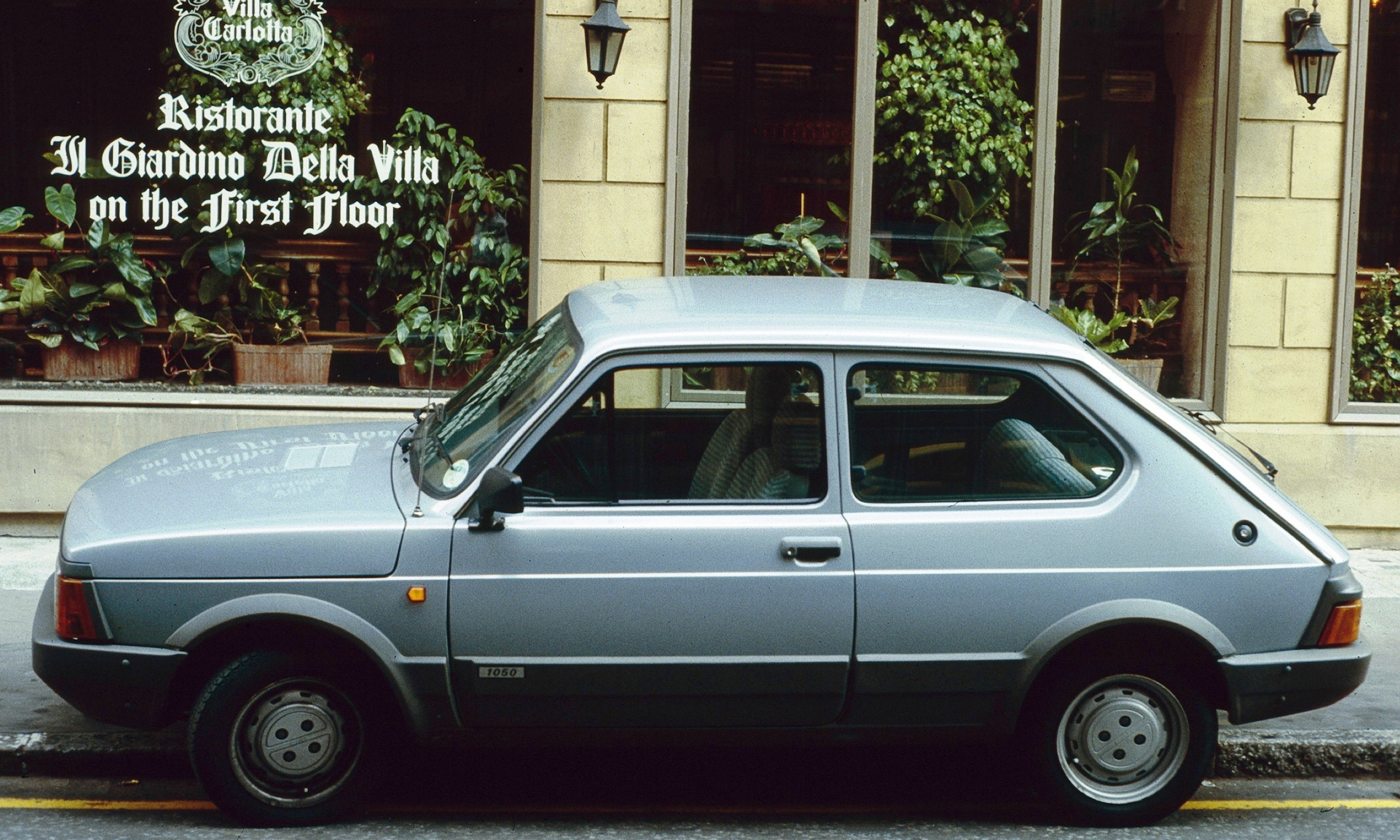
Vedere laterală a seriei a treia

Una dintre noutățile importante aduse de seria a treia este posibilitatea de a monta o cutie de viteze cu 5 trepte, care nu a fost disponibilă în primele două serii ale modelului 127, nici măcar în versiunea „Sport”. Aceasta a fost posibilă datorită revizuirii formei lonjeroanelor din față, care au creat spațiu suficient pentru această modificare. În special, versiunea „1050 Super” a beneficiat de montarea cutiei de viteze cu 5 trepte și poartă inscripția „Super 5 Speed” pe hayon.
De asemenea, setările suspensiei au fost revizuite în profunzime în această serie, iar pentru prima dată roțile din față au avut o configurație cu înclinare negativă, ceea ce a contribuit la îmbunătățirea manevrabilității și stabilității mașinii.
Noua caroserie a celei de-a treia serii a modelului 127 a avut ca scop suprapunerea elementelor stilistice actuale pe o caroserie veche de zece ani. Cu toate acestea, caroseria păstrează în mare parte tabla din seria a doua, având adăugate apendicii stridente din plastic ABS. Designerii de la Fiat au avut provocarea de a conferi un aspect modern modelului 127, iar schimbările realizate au convins cumpărătorii, aducându-i din nou pe primul loc în clasamentul vânzărilor, chiar dacă au fost subminați de noul model Fiat Ritmo, cel puțin în anul 1982.
Gama din 1982 a modelului 127 a fost alcătuită din următoarele versiuni de echipare:
- Fiat 127 900 Special cu 2 uși
- Fiat 127 900 Special cu 3 uși
- Fiat 127 900 Super cu 3 uși
- Fiat 127 900 Super cu 5 uși
- Fiat 127 1050 Super cu 3 uși
- Fiat 127 1050 Super 5 viteze cu 3 uși
- Fiat 127 1301 Sport 5 viteze

## Seria unificată

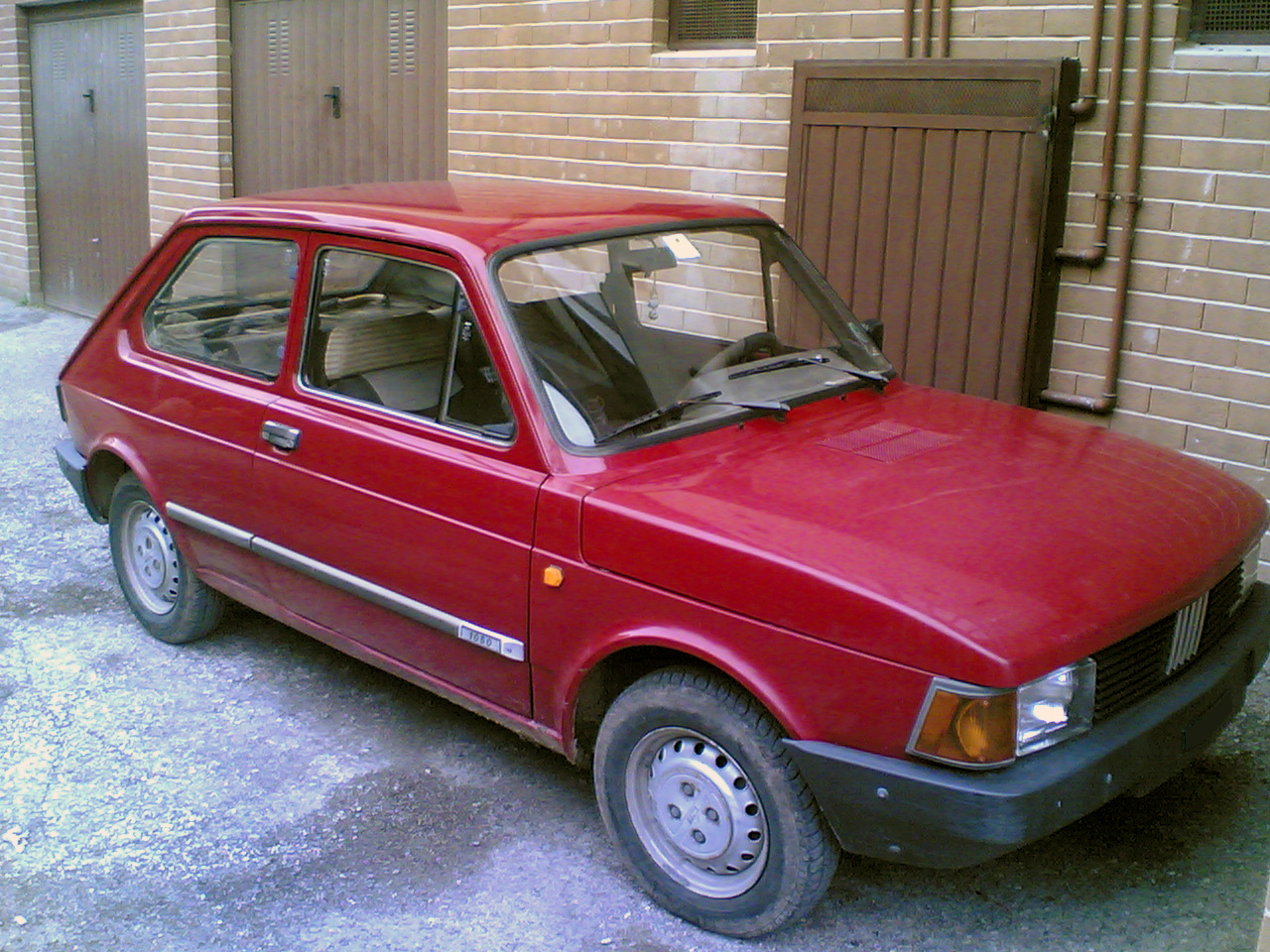
Fiat 127 Unificata

În ciuda introducerii modelului Uno în 1983, Fiat 127 nu a ieșit complet de pe piață, cum se credea inițial. În acel an, Fiat a restilizat din nou modelul 127 pentru a-l poziționa ca o alternativă „low-cost” la noul venit. Astfel, s-a lansat modelul 127 Unificata, care a devenit un singur model pentru Europa și America de Sud. În America de Sud, acesta a fost o restilizare a modelului 147, iar versiunea italiană a fost abandonată definitiv.
Modelul 127 Unificata a avut două motoare disponibile: unul pe benzină de 1050 cm³ și unul diesel de 1301 cm³. A avut, de asemenea, două caroserii disponibile: berlina cu trei uși și break Panorama. Interiorul a fost preluat de la modelul vechi „Super”, cu noul logo FIAT în partea din față - cele cinci bare cromate. Cu o imagine mai convingătoare decât predecesorul său, în special în partea din spate, această nouă serie a modelului 127 a trebuit totuși să se confrunte cu umbra modelului Uno, iar impactul său pe piață a fost nesemnificativ. Cariera europeană a modelului 127 s-a încheiat în 1987, în timp ce producția în America de Sud a continuat până la mijlocul anilor '90.
De asemenea, în Argentina, modelul a fost produs o perioadă de timp în uzinele argentiniene SEVEL, un joint-venture cu Peugeot. Denumirea sa în Argentina a variat: prima versiune (147/Rustica) a fost denumită „Brio”. Ulterior, odată cu adoptarea grilei frontale cu „cinci bare cromate”, a devenit „Spazio” (până în 1993) și apoi „Vivace” până în 1996, când producția în Argentina s-a încheiat.
Până la finalul producției, se estimează că au fost produse peste 4,5 milioane de unități ale modelului Fiat 127.

## Motorizare
| Model      | Anii de producție | Motor   | Cilindrarea (cm³) | Puterea       | Cuplul max (Nm) | 0–100 km/h (secunde) | Viteza max (km/h) | Consumul mediu (km/l) |
| ---------- | ----------------- | ------- | ----------------- | ------------- | --------------- | -------------------- | ----------------- | --------------------- |
| 900        | 1971–1983         | Benzină | 903               | 33 kW (45 CP) | 63              | 19.1                 | 135               | 13.7                  |
| 1050       | 1977–1987         | Benzină | 1049              | 36 kW (50 CP) | 77              | 17.5                 | 140               | 12.8                  |
| 1050 Sport | 1978–1981         | Benzină | 1049              | 51 kW (70 CP) | 83              | 15.0                 | 155               | 13.6                  |
| 1.3 Sport  | 1981–1983         | Benzină | 1301              | 55 kW (75 CP) | 103             | 12.0                 | 164               | 12.6                  |
| 1.3 Diesel | 1981–1985         | Diesel  | 1301              | 33 kW (45 CP) | 74              | 19.0                 | 131               | 16.0                  |

## Modele derivate

### Seat 127 și "Fura

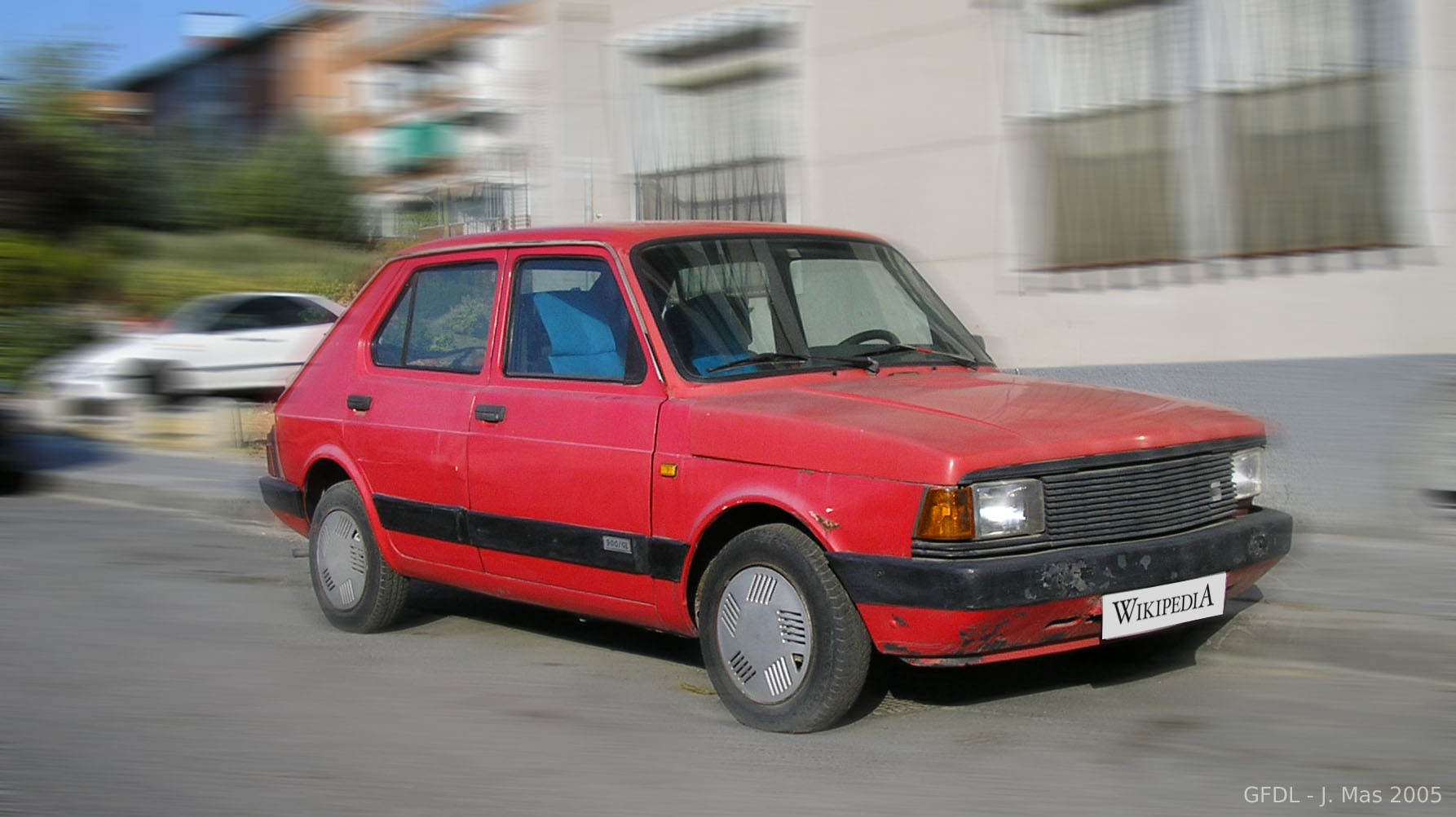
SEAT Fura

Modelul 127 al fabricii SEAT din Spania a fost produs în conformitate cu licența Fiat și a fost comercializat sub numele de Seat 127 pe piața internă. Producția nu s-a limitat doar la asamblarea componentelor mașinii, ci a implicat și o fabrică spaniolă de componente proprii. Seat 127 a adus unele caracteristici distincte, precum disponibilitatea caroseriilor cu 4 și 5 uși încă de la prima serie, care nu au fost produse de Fiat în Italia. De asemenea, modelul a combinat motorul de 903 cm³ cu ornamentul CL pe seria a doua, în timp ce în Italia aceasta era rezervată pentru motorul de 1050 cm³. De asemenea, a fost introdus un motor inedit de 1010 cm³, derivat din același motor de 903 cm³ (motorul de 1050 cm³ nefiind disponibil în Spania pentru seria a doua). A treia serie, denumită Seat 127 „Fura”, a fost similară din punct de vedere estetic cu cea din Italia și a fost produsă sub controlul Fiat. La încheierea acordului cu Fiat, în mod similar altor modele (precum Panda și Ritmo), producătorul spaniol a efectuat câteva modificări minore la modelul existent pentru a comercializa varianta denumită Fura, care a renunțat la numele 127 și a adoptat denumirea simplă de Fura.

### Fiat 147 și „Oggi”

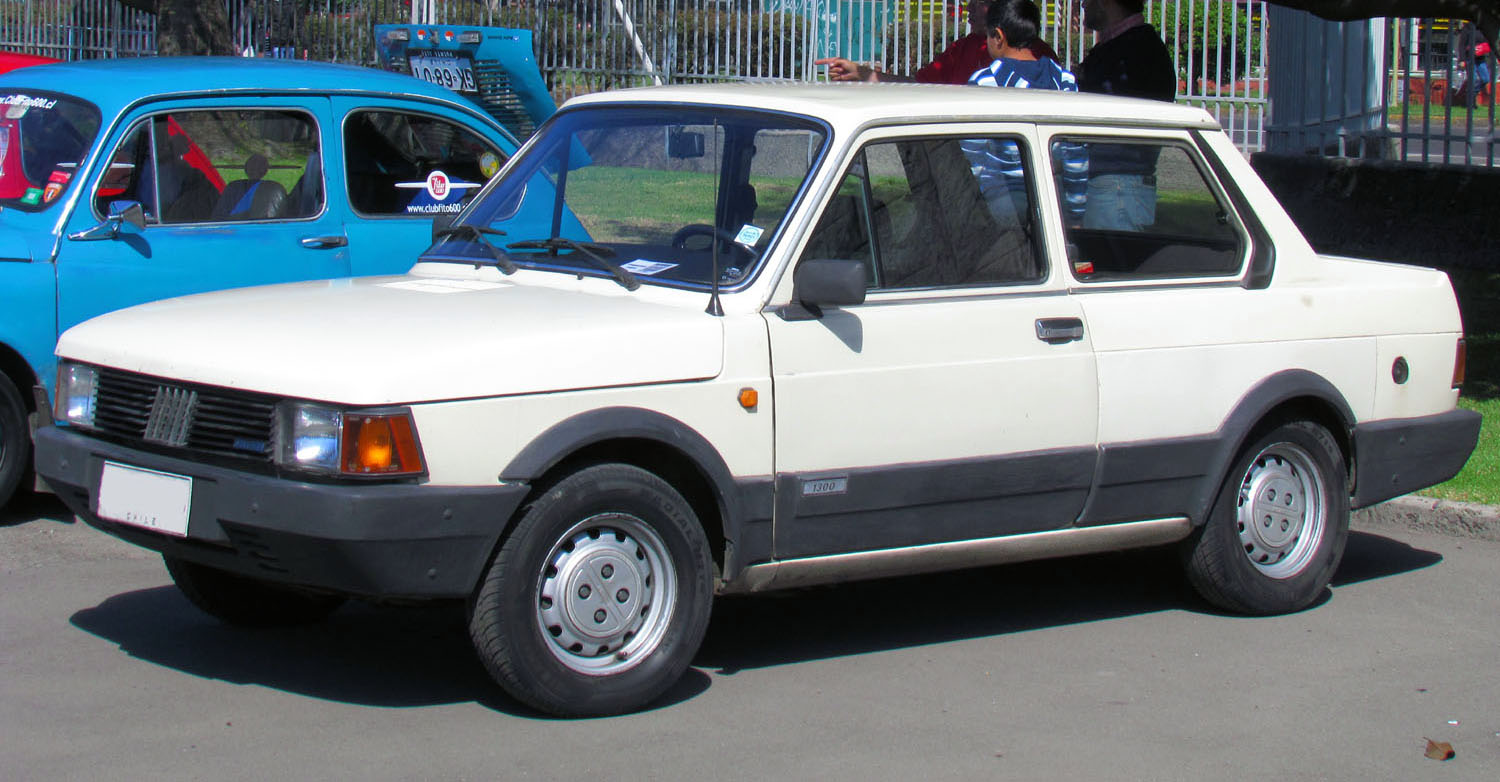
Fiat "Oggi" din 1984

Fiat 147, varianta braziliană a modelului Fiat 127, a fost de asemenea produsă în Brazilia. A existat două versiuni ale acestui model pe piața braziliană. 
- Fiat 147 „Panorama” a fost o mașină mică de familie cu trei uși, oferind un spațiu generos pentru pasageri și o capacitate de încărcare suplimentară în partea din spate.

- Fiat 147 „Oggi” a fost o variantă cu două uși și trei cutii a modelului Fiat 127 Unificata. Această versiune avea un aspect similar cu modelul Fiat 128 și a fost concepută pentru a oferi o alternativă mai accesibilă pe piața braziliană. Cu un design compact și economie de combustibil, Fiat 147 Oggi a fost o alegere populară pentru cei care cautau o mașină eficientă și practică în mediul urban.

### Zastava Yugo
O versiune derivată a modelului Fiat 127 a fost produsă în Iugoslavia de către fabrica Zastava și a fost numită Zastava Yugo 45. Această mașină a fost ulterior importată și în Italia sub numele de Innocenti Koral.
Zastava Yugo 45 avea o caroserie complet nouă, care se deosebea semnificativ de progenitoarea sa, Fiat 127. Deși mecanica de bază era preluată de la modelul Fiat 127, caroseria a fost reproiectată pentru a se potrivi cu liniile și cerințele specifice ale pieței iugoslave. 

### Fiat Fiorino
Una dintre cele mai cunoscute variante comerciale derivate din Fiat 127 este prima serie a furgonetei Fiorino. 
Fiorino a fost disponibilă și într-o versiune de pick-up cu aceeași parte frontală ca modelul Fiat 147 și Rustica.
Pe baza seriei a doua a lui Fiorino, introdusă în 1980, s-a produs o serie mică de variante numite Fiorino Panorama Tempo și Tempo Libero. Aceste mașini, deși spartane, ofereau capacitatea de a transporta șase pasageri prin intermediul a două bănci. Prin utilizarea a două apendice rabatabile și rabatarea scaunelor din față către partea din față a vehiculului, cele două bănci puteau fi transformate într-o mini-cameră cu două locuri de dormit confortabile.

### Atelierele mecanice Fiore
În anul 1975, un renumit constructor de caroserii din industria feroviară a dezvoltat o mașină de închiriat fără șofer bazată pe modelul special Fiat 127. Această mașină era caracterizată de scuturi/paranteze mari care includ farurile și stopurile. Interiorul era realizat din țesătură plastifiată în culorile Scottish Tartan. Această versiune a fost denumită Gipsy și a fost produsă într-o nuanță de portocaliu fluorescent, având un design creat de Trevor Frozen Fiore, cunoscut pentru crearea modelului De Tomaso Vallelunga.

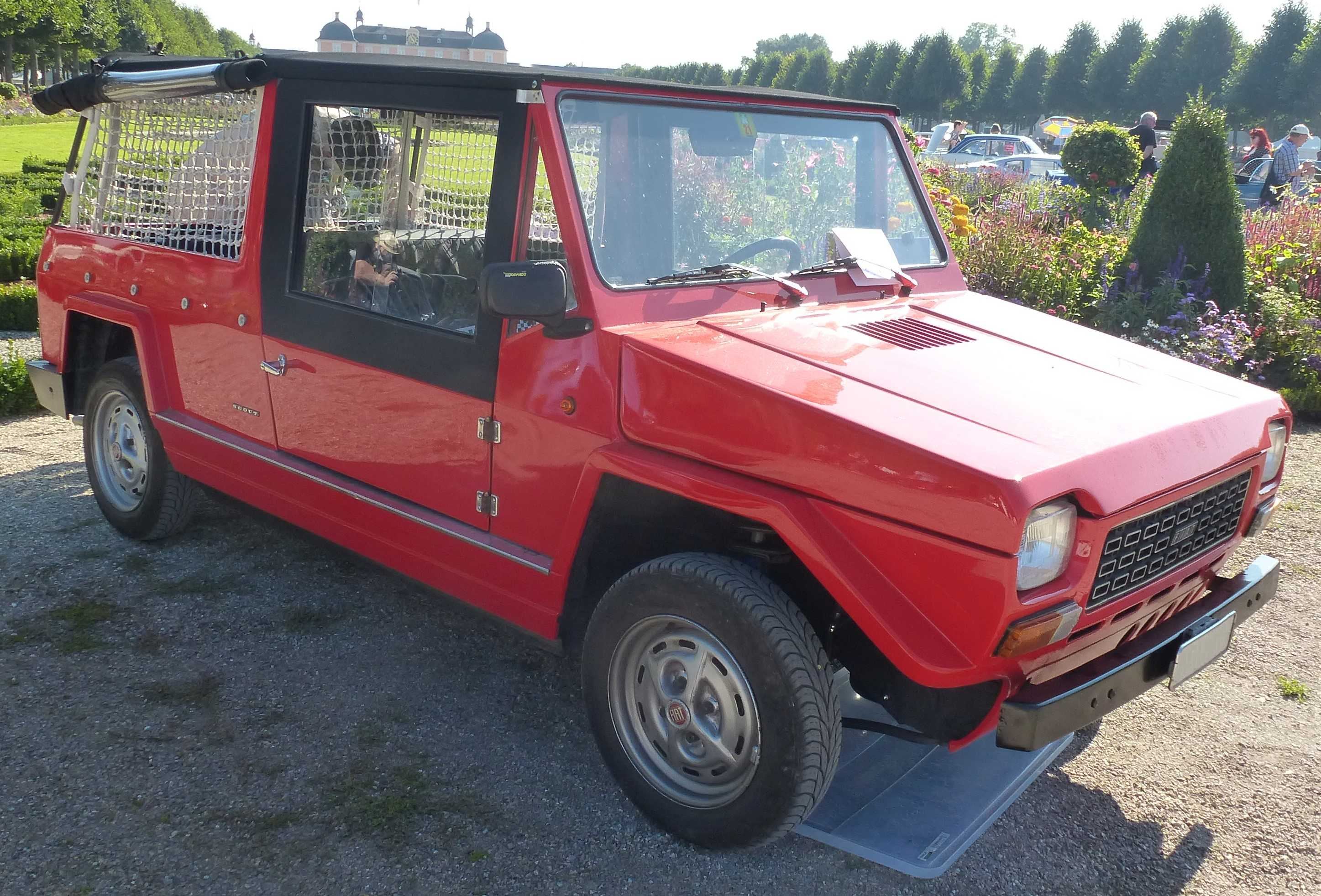
Fiat 127 Fissore Scout

### Fissore
Carrozzeria Fissore a oferit mai multe modele derivate din Fiat 127, aducând propriile lor inovații și modificări. Iată două dintre acestea:
- Fissore „Scout” a fost un fel de off-roader-slider cu tracțiune față, proiectat de Franco Maina.

- Fissore 127 Combi a fost o versiune specială a berlinei Fiat 127, care a prezentat un hayon special (cunoscut sub numele de „deschidere totală”) care se extindea până la aripa din spate și blocurile optice ale modelului Fiat 126 pe părțile laterale.

### Moretti

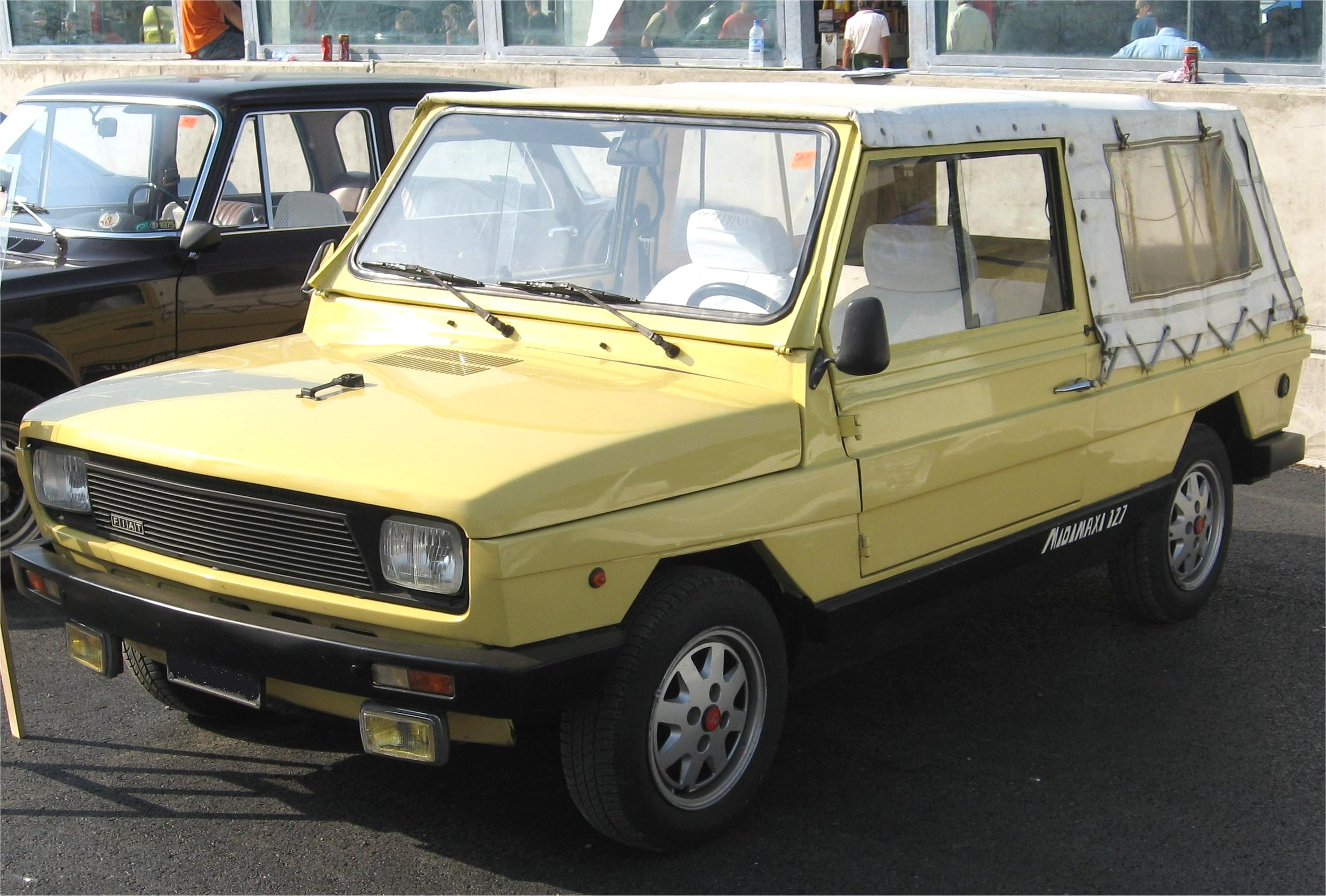
Fiat 127 Moretti Midimaxi

Carrozzeria Moretti a produs diverse modele bazate pe Fiat 127. Acestea includ:
- Moretti 127 Berlina Lusso a fost o versiune specială de sedan care a adus îmbunătățiri la nivelul designului și al confortului.

- Moretti 127 Coupé a fost un model cu caroserie coupé, produs între anii 1972 și 1976.

- Moretti 127 MidiMaxi a fost o mașină multifuncțională cu caroserie deschisă, produsă între anii 1972 și 1984. Acest model a fost foarte versatil datorită posibilității de a fi închis prin montarea unui hard-top din fibră de sticlă cu geamuri care se deschideau sau a unui soft-top din pânză.

- Moretti 127 Paguro a fost un vehicul comercial care a fost produs în două serii. În prima serie, Paguro putea fi achiziționat în versiunile furgonetă, furgonetă cu geamuri, camionetă pick-up și camionetă cu prelată. În cea de-a doua serie, a fost disponibil în configurațiile Pick-up truck și camionetă cu prelată.

### Francis Lombardi
Carrozzeria Francis Lombardi a dezvoltat mai multe modele bazate pe Fiat 127. Acestea includ:
- Francis Lombardi Lucciola a fost o versiune alungită a Fiat 127, cu o caroserie ușor extinsă și 4 uși. Acest model a oferit un spațiu suplimentar în portbagaj, facilitând transportul de bunuri sau bagaje mai voluminoase.

- Francis Lombardi Holiday a fost un mic off-roader decapotabil, cu tracțiune pe două roți.

- Francis Lombardi The Coupé a fost un prototip de coupe bazat pe Fiat 127, însă nu a fost niciodată comercializat.

### Coriasco
Constructorul de caroserii Coriasco din Torino a realizat diferite versiuni bazate pe Fiat 127. Acestea includ:
- Fiat 127 Coupé, prezentat într-un unic exemplar în anul 1971 la Salonul Auto de la Torino. Acest model a fost bazat pe prima serie a Fiat 127 și a avut un design coupe 2+2.

- Fiat 127 Coupé, prezentat în anul 1977 la Salonul Auto de la Geneva. Acesta a fost o restilizare a modelului din 1971 și a fost realizat în două tonuri: Grigiochiaro/Grigioscuro.

- Fiat 127 Familiare a fost o versiune de caroserie în stil break a modelului 127.

- Fiat 127 Furgoncino a fost o versiune de furgonetă bazată pe Fiat 127 Familiare. Aceasta a fost caracterizată prin laminarea caroseriei, ceea ce înseamnă că nu avea lunetă în partea din spate.

- Fiat 127 Farm a fost o variantă inspirată de Matra-Simca Rancho. Bazat pe a doua serie a Fiat 127, acest model a prezentat o parte din spate ridicată, amintind de aspectul specific al vehiculelor tip ranch.

### Giannini
Giannini Automobili s.p.a. a dezvoltat două modele bazate pe Fiat 127, atât pentru prima serie, cât și pentru a doua serie a acestuia. Aceste modele erau echipate cu două niveluri diferite de pregătire a motorului și accesorii sportive personalizate.
- Modelul 127 NP (Nuova Pista) era versiunea de bază dezvoltată de Giannini. Acesta beneficia de o pregătire a motorului pentru performanțe îmbunătățite și era echipat cu accesorii sportive pentru a accentua caracterul sportiv al mașinii.

- Modelul 127 NP-S (Nuova Pista Sport) era versiunea avansată, cu un nivel de tuning mai ridicat comparativ cu modelul NP.

### Frua
Pietro Frua a prezentat „Dingy” la Geneva în 1977, o versiune mică a unei 127.

### Bertone
Carrozzeria Bertone a prezentat conceptul „Village” la Salonul Auto de la Geneva din 1974. Acest concept era un hatchback multifuncțional cu 127 de locuri, proiectat pentru a oferi versatilitate și practicitate. Cu toate acestea, „Village” nu a fost niciodată comercializat.
În iulie 1978, Bertone a propus Fiat-ului trei prototipuri de facelift pentru modelul Fiat 127 seria a doua. Acestea erau:
- Fiat 127 Giovani

- Fiat 127 Lady
- Fiat S132 - Acest prototip se concentra pe performanță și sportivitate.

### Michelotti
Designerul Giovanni Michelotti, în colaborare cu revista Quattroruote, a proiectat în 1978 un automobil multifuncțional bazat pe 127, denumit Every 4R, despre care există puține informații.

### Emelba
Emelba, constructorul spaniol de caroserii, a oferit diferite versiuni ale modelului Seat 127. Două dintre acestea sunt:
- SEAT 127 Samba - A fost o variantă similară cu „Scout” de la Fissore, dar produsă sub licență de către Emelba.

- SEAT 127 Póker - A fost o variantă dezvoltată de Emelba, asemănătoare cu modelul „Paguro” de la Moretti. Această versiune a oferit o varietate de echipamente și opțiuni de personalizare, inclusiv variante de furgonetă și pick-up. Emelba a realizat multe versiuni diferite pe baza acestui model, adaptate pentru diverse utilizări. Cum de exemplu „kitul camper” complet detașabil disponibil pentru SEAT 127 Póker. Acest kit putea găzdui două persoane și includea o masă mică, o chiuvetă și un aragaz, permițând astfel utilizarea mașinii pentru călătorii și camping.

### Shifty 900
În istoria modelului 127 au existat și utilizări mai puțin tradiționale, cum ar fi folosirea motorului său pentru a propulsa o motocicletă numită Shifty 900. În acest caz, motorul, cutia de viteze și instrumentele de bord ale modelului 127 au fost reciclate și adaptate pentru a fi integrate în construcția motocicletei Shifty 900. 

### TOTEM
În anul 1973, motorul utilizat în modelul 127 a fost adaptat pentru a fi folosit în proiectul de cogenerator dezvoltat de Centrul de Cercetare Fiat. Acest proiect a fost denumit TOTEM, care reprezintă acronimul pentru TOTal Energy Module. Motorul cu o capacitate de 903 cm³ a fost modificat pentru a funcționa cu gaz sau biogaz, oferind astfel o soluție de cogenerare a energiei termice și electrice.